# عسبار
العِسْبَار أو العِسْبَارَة أو العُسْبُر أو العُسْبُور أو ذِئْبُ الأرْضِ (بالأفريقانية: Aardwolf) (الاسم العلمي: Proteles cristatus)، هو حيوان ثديي لاحم. يكسو العسبار لونٌ أصفر برتقالي وتمتد في وسط هذا اللون خطوط سوداء، وهي أيضاً مكسوةٌ بفروٍ كثيفٍ خشن يصبح أكثر كثافةً عند الذيل، والعسابير أيضاً تملك أعرافاً سوداء مرعبة، كما أن خطمه صغير ومدبب وعضلات فكه ضعيفة وأذناه طويلتان لكن أسنانه الأمامية شبيهة بأسنان الضبع لكنها أصغر حجما وأشكالها مخروطية.

## الصفات الجسمية
يأتي سبب تسميتة بذئب الأرض لكونة يعيش في الجحور الأرضية مثل جحور الخنازير المهجورة وبيئته هي السفانا الأفريقية وهو ليلي المعيشة وخجول. وهو يسمى اكل لحوم ناقص لأن غذائه الرئيسي هو النمل الأبيض ويتغذى علية بواسطة لسانه الطويل اللزج، وهو يستطيع أكل 200000 نملة بيضاء في ليلةٍ واحدة، ويقتات بالجيف والحيوانات الصغيرة نادراً ويأكل أيضاً اليرقات الصغيرة، وتساعده حاسة السمع القوية في تقفي أثر غذائه. ويبلغ ارتفاعهم إلى عند الكتف نصف مترٍ تقريباً، ويبلغ طولهم ثلاثة أرباع مترٍ تقريباً، وتزن 15 كلغ تقريباً.
و ينتمي ذئب الأرض إلى عائلة الضباع. ويختلف بحجمه عن الضباع التي تملك أربعة أصابع في أقدامها فقط بينما هو يملك خمسة، وأحياناً يصنف ذئب الأرض في عائلة منفصلةٍ عن الضباع، والناس الذين يفصلونه عن الضباع مخطئون.

## التوزيع والمواطن
يعيش ذئب الأرض في عشائر كل منها يحكمها واحد تكون كل إناثها له، وتحدد المنطقة بواسطة نشر البول حولها وعلى الذكر الدفاع عنها ضد الدخلاء بواسطة رائحة نتنة كرائحة الظربان.
يستوطن أفريقيا من بلاد الصومال حتى الجنوب، وعلى سواحل البحر الأحمر.

## التصرفات

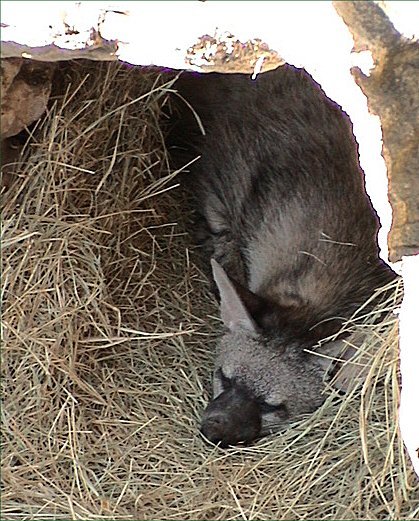
ذئب الأرض في أحد حدائق حيوان سان أنطونيو، تكساس.

يبدأ بالقتال إذا اصطاد دخيلٌ داخل منطقته وخصوصاً في موسم التزاوج، ويستمر الحمل لمدةٍ تتراوح بين 90 و110 أيام. وتلد من 2-4 جراء وتكون عند الولادة ضعيفة وعمياء كأغلب آكلات الحوم كما أن أغلب الجراء تموت في موسم الجفاف بسبب نقص الغذاء وتقدر فترة حياتة قرابة ال12 سنة.
دئب الأرض يعد من الكلبيات النادرة القادرة على مهاجمة أطفال البشر الا انها تتجنب الاماكن التي يوحد فيها هدا الاخير لان البشر يعد خطر كبيرا عليها
في السنوات الأخيرة تقلصت اماكن عيش هدا النوع بسبب صيد الإنسان لهدا الكلب أو وضعها في حدائق الحيوانات

## وصلات خارجية
- Animal Diversity Web
- IUCN Hyaenidae Specialist Group Aardwolf pages on  نسخة محفوظة 17 أبريل 2010 على موقع واي باك مشين.